# Awet Ghebremedhn
Awet Andemeskel (Eritreia, 5 de fevereiro de 1992) é um ciclista sueco.
Estreiou como profissional com a equipa Kuwait-cartucho.es na temporada de 2017 depois de ter corrido no Marco Polo Cycling Team, denominado Projecto ciclista solidário. Nesse ano conseguiu como resultados mais destacados a sexta posição na general da Volta a Cantábria e décimo terceira na general da Volta a Valencia.
A primeiros de 2017 fez-se oficial o contrato de Awet pelo EC Cartucho.es, equipa filial do Kuwait-cartucho.es. Depois de um mês na equipa passa a fazer parte do Kuwait-cartucho.es.

## Palmarés
Ainda não tem conseguido nenhuma vitória como profissional

## Resultados em Grandes Voltas
| Corrida | Corrida         | 2017 | 2018 | 2019  | 2020 |
| ------- | --------------- | ---- | ---- | ----- | ---- |
|         | Giro d'Italia   | —    | —    | 128.º | —    |
|         | Tour de France  | —    | —    | —     | —    |
|         | Volta a Espanha | —    | —    | —     | —    |

—: não participa

Ab.: abandono